# End of an Era
End of an Era — последний концертный альбом финской симфоник-метал-группы Nightwish, записанный с вокалисткой Тарьей Турунен. Издан в 2006 году.
Запись концерта для выпуска на двойном CD и DVD производилась 21 октября 2005 года на финальном концерте мирового тура в поддержку альбома Once на стадионе Хартвалл Арена в Хельсинки. После концерта Тарья Турунен получила открытое письмо от других участников коллектива, в котором говорилось, что они больше не могут работать вместе.
Во время концерта к группе присоединился Джон Ту-Хоукс (англ. John Two-Hawks), индеец племени Лакота, исполнивший песню «Stone People» из своего альбома Honor и вступление в песне «Creek Mary’s Blood».
Также были исполнены кавер-версии песен Гари Мура «Over the Hills and Far Away», «The Phantom of the Opera» Эндрю Ллойда Уэббера  и «High Hopes» группы Pink Floyd.

## Список композиций
|     | Песни                         | Авторы                                  | Длина |
| --- | ----------------------------- | --------------------------------------- | ----- |
|     | «Red Warrior»                 | Ханс Циммер                             | 0:35  |
| 1.  | «Dark Chest of Wonders»       | Туомас Холопайнен                       | 4:43  |
| 2.  | «Planet Hell»                 | Туомас Холопайнен                       | 4:45  |
| 3.  | «Ever Dream»                  | Туомас Холопайнен                       | 5:27  |
| 4.  | «the Kinslayer»               | Туомас Холопайнен                       | 4:09  |
| 5.  | «The Phantom of the Opera»    | Эндрю Уэббер/Чарльз Харт/Ричард Стилгоу | 5:12  |
| 6.  | «Siren»                       | Туомас Холопайнен/Эмппу Вуоринен        | 4:53  |
| 7.  | «Sleeping Sun»                | Туомас Холопайнен                       | 4:55  |
| 8.  | «High Hopes»                  | David Gilmour/Polly Anne Samson         | 6:54  |
| 9.  | «Bless the Child»             | Туомас Холопайнен                       | 6:25  |
| 10. | «Wishmaster»                  | Туомас Холопайнен                       | 4:44  |
| 11. | «Slaying the Dreamer»         | Туомас Холопайнен/Эмппу Вуоринен        | 5:05  |
| 12. | «Kuolema Tekee Taiteilijan»   | Туомас Холопайнен                       | 4:13  |
| 13. | «Nemo»                        | Туомас Холопайнен                       | 4:46  |
| 14. | «Ghost Love Score»            | Туомас Холопайнен                       | 10:29 |
| 15. | «Stone People»                | John Two-Hawks                          | 4:09  |
| 16. | «Creek Mary’s Blood»          | Туомас Холопайнен                       | 8:39  |
| 17. | «Over the Hills and Far Away» | Гари Мур                                | 5:26  |
| 18. | «Wish I Had an Angel»         | Туомас Холопайнен                       | 7:52  |
|     | «All of Them»                 | Ханс Циммер                             | 7:52  |

## Награды
| Страна    | Награды |
| --------- | ------- |
| Финляндия | Платина |
| Франция   | Золото  |
| Германия  | Золото  |
| Швейцария | Золото  |

## Участники записи
- Туомас Холопайнен — композитор, клавишные, вокал
- Эмппу Вуоринен — гитара
- Юкка Невалайнен — ударные
- Тарья Турунен — вокал
- Марко Хиетала — бас-гитара, вокал

Приглашенные исполнители
- Джон Ту-Хоукс